# روزا (آلمان)
روزا (به آلمانی: Rosa) یک شهر در آلمان است که در تورینگن واقع شده‌است. روزا ۷۹۰ نفر جمعیت دارد.